# Samuel Johannes Pauly
Samuel Johannes Pauly (ur. 14 kwietnia 1766 w Vechigen, zm. 1824 tamże), znany również jako Jean Samuel Pauly – francuski rusznikarz szwajcarskiego pochodzenia, wynalazca jednego z pierwszych karabinów ładowanych odtylcowo oraz nabojów zespolonych. 

## Życiorys
Konstrukcja z lat 1808 do 1812 stanowiła rozwój karabinu Jean Lepage’a – podsypkę piorunianu rtęci na panewce zastąpiono pastą uzyskaną z piorunianu i czarnego prochu umieszczoną wewnątrz papierowej łuski. Współpracował z Francuzami François Prélatem i Casimirem Lefaucheux, a przez pewien czas był pracodawcą niemieckiego rusznikarza i wynalazcy Johanna Nikolausa von Dreyse.
W 1808 roku opracował – wspólnie z Prélatem – metodę syntezy piorunianu rtęci (przypadkowo wyizolowanego przez angielskiego chemika Edwarda Charlesa Howarda w roku 1799), a następnie masę inicjującą na jego bazie z udziałem czarnego prochu. Wynalazek ten gwałtownie przyspieszył rozwój broni strzeleckiej umożliwiając zamianę zamka skałkowego na zamek kapiszonowy.